# Валепержа
Валепержа (укр. Валепержа) — правый приток реки Киргиж-Китай, расположенный на территории Тараклийского (Молдавия), Болградского и Арцизского районам (Одесская область, Украина).

## География
Длина — 21 км. Площадь бассейна — 108 км². Русло реки (отметки уреза воды) в среднем течении (пруд у села Валя-Пержей) находится на высоте 82,1 м над уровнем моря. Долина корытообразная и изрезана ярами и промоинами. Русло в нижнем течении выпрямлено в канал (канализировано), в верхнем — пересыхает. На реке создано два крупных пруда.
Берёт начало в долине Пержийской севернее села Валя-Пержей. Река течёт на юг, пересекает государственную границу Молдавии и Украины, далее течёт на юго-восток. Впадает в реку Киргиж-Китай (на 31-м км от её устья) западнее села Новая Ивановка.
Притоки: (от истока к устью) нет крупных.
Населённые пункты (от истока к устью):
1. Валя-Пержей
2. Дмитровка